# 17-я гвардейская механизированная бригада
17-я гвардейская механизированная Петроковская дважды Краснознамённая орденов Суворова, Кутузова и Богдана Хмельницкого бригада — гвардейская механизированная бригада Красной армии в годы Великой Отечественной войны.
Условное наименование — войсковая часть полевая почта (в/ч пп) № 49941.
Сокращённое наименование — 17 гв. мехбр.

## История формирования

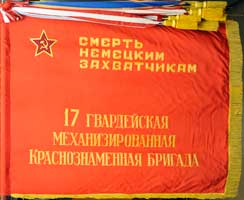
Боевое Знамя 17-й гвардейской механизированной Краснознамённой бригады (на 1943 год). (Лицевая сторона)

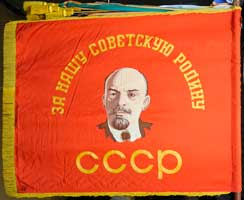
Боевое Знамя 17-й гвардейской механизированной Краснознамённой бригады (на 1943 год). (Оборотная сторона)

Бригада ведёт свою историю от 244-го территориального стрелкового полка, на основе 2-го батальона которого, 16 июня 1939 года в городе Пермь, был сформирован 210-й стрелковый полк (в/ч 602) 82-й стрелковой дивизии. Поскольку использовать действительные наименования войсковых частей было категорически запрещено, за подлинным наименованием полка прочно закрепился его условный номер — 602-й стрелковый полк.
10 марта 1940 года 82-я стрелковая дивизия, на основании директивы Народного комиссара обороны СССР № 0/2/103687 от 15 января 1940 года, директивы Генерального штаба РККА от 7 февраля 1940 года и приказа Военного совета 1-й армейской группы № 0029 от 3 марта 1940 года, была переформирована в 82-ю мотострелковую, а 210-й стрелковый полк в 210-й мотострелковый полк.
В марте 1941 года дивизия была переформирована в 82-ю моторизованную и вошла в состав 29-го механизированного корпуса, полк был преобразован в 210-й моторизованный полк.
Директивой Генерального штаба РККА от 22 июля 1941 года № орг/1294/4 82-я моторизованная дивизия снова была переформирована в 82-ю мотострелковую дивизию, а полк в 210-й мотострелковый.
Приказом Народного комиссара обороны СССР № 78 от 17 марта 1942 года за проявленную отвагу в боях за отечество с немецкими захватчиками, стойкость, мужество, дисциплину и организованность, за героизм личного состава 82-я мотострелковая дивизия преобразована в 3-ю гвардейскую мотострелковую дивизию, входившему в неё 210-му мотострелковому Краснознамённому полку также было присвоено почётное звание «Гвардейский» и новый войсковой номер — 6-й гвардейский мотострелковый Краснознамённый полк.
На основании директивы Генерального штаба РККА № 39188/cc от 17 июня 1943 года 6-й гвардейский мотострелковый Краснознамённый полк 3-й гвардейской мотострелковой дивизии был развернут в 17-ю гвардейскую механизированную Краснознамённую бригаду 6-го гвардейского механизированного корпуса, по штатам № 010/420 — 010/431, 010/413 — 010/451. Формирование бригады проходило с 21 июня по 12 июля 1943 года в Костеревских военных танковых лагерях Московского военного округа с дислокацией в деревне Деулино Загорского района.
126-й танковый полк сформирован в ноябре 1942 года, на основании директивы Народного комиссара обороны СССР № УФ2/884 от 25 октября 1942 года. Формирование полка проходило в Тамбове на базе 646-го отдельного танкового батальона, по штату № 010/292. В состав 17-й бригады полк вошёл 20 июня 1943 года. Приказом Народного комиссара обороны СССР № 050 от 17 марта 1945 года и директивой Генерального штаба РККА № орг/4/83437 от 04 апреля 1945 года 126-й танковый ордена Богдана Хмельницкого полк был преобразован в 115-й гвардейский танковый ордена Богдана Хмельницкого полк по штату № 010/465.

## Участие в боевых действиях
Период вхождения в действующую армию: 20 июля 1943 года — 19 сентября 1943 года, 28 февраля 1944 года — 11 мая 1945 года.
С 19 по 25 июля 1943 года бригада совершила четыреста километровый комбинированный марш по маршруту: Загорск, Москва, Подольск, Серпухов, Тула, Крапивна, Белёв, район деревни Дубенка Болховского района Орловской области, где вошла в оперативное подчинение Западного фронта.
26 июля бригада была введена в прорыв на участке Коноплянка — Лунево с задачей развивая успех в оперативной глубине противника, перерезать железную дорогу Орёл — Брянск и не допустить отхода противника с направления города Орёл. Бригада, в составе корпуса, с 26 июля по 3 августа 1943 года прошла с боями по маршруту: Войново, Ветровский, Сурьянино, Кривуша, Рожково, Красный Содок, Красная гора, Свободный труд, Мартыновский.
С 4 по 5 августа 1943 года бригада, в составе корпуса, перешла в район: Низина, Сорокина, Пешково, где вошла в оперативное подчинение Брянского фронта.
С 3 по 23 марта 1944 года бригада вела оборонительные бои в районах: деревня Клинцы, Качанувка, Малинник, Остра Магила. С 24 марта по 2 апреля 1944 года бригада в составе корпуса наступала в направлении: Скалат, Гримайлов, Хоростков, Копычинцы, Чортков, Скала, Исаковцы, Жванец. С 3 по 30 апреля бригада оборонялась в районе Бучач.
С 13 по 20 июля 1944 года бригада в составе корпуса участвовала в Львовской наступательной операции в полосе 1-го Украинского фронта в направлении: Бзовица, Поморяны, Бубшаны, Тростянец, Монастырек, Зозули, Золочев, Перемышляны. С 20 по 24 июля вела оборонительные бои в районе Перемышляны.
С 6 по 9 мая 1945 года бригада в составе 6-го гвардейского механизированного корпуса 4-й гвардейской танковой армии участвовала в Пражской наступательной операции. 6 мая бригада начала наступать в направлении: Острау, Люттевиц, Носсен, Фрайберг, Мост, Локау, Прага и к 15.00 полностью очистила юго-западную окраину Праги до реки Влтава. Выполнив поставленную задачу бригада к исходу 9 мая сосредоточилась в районе Споржилов и к 6.00 10 мая заняла оборону в районе Дольни Бржежаны.

## Состав
- Управление бригады (штат № 010/420)
- 1-й мотострелковый батальон (штат № 010/421)
- 2-й мотострелковый батальон (штат № 010/421)
- 3-й мотострелковый батальон (штат № 010/421)
- Миномётный батальон (штат № 010/422)
- Артиллерийский дивизион (штат № 010/423)
- Рота ПТР (штат № 010/424)
- Рота автоматчиков (штат № 010/425)
- Разведывательная рота (штат № 010/426)
- Рота управления (штат № 010/427)
- Рота технического обеспечения (штат № 010/428)
- Инженерно-минная рота (штат № 010/429)
- Автомобильная рота (штат № 010/430)
- Медико-санитарный взвод (штат № 010/431)
- Зенитно-пулемётная рота (штат № 010/451)
- 126-й танковый полк (штат № 010/465) (с 17.03.1945 115-й гвардейский танковый полк)

## Подчинение
| Подчинение     | Подчинение               | Подчинение                     | Подчинение                              | Подчинение |
| Дата           | Фронт (округ)            | Армия                          | Корпус                                  | Примечания |
| -------------- | ------------------------ | ------------------------------ | --------------------------------------- | ---------- |
| 1.07.1943 года | Московский военный округ | окружного подчинения           | 6-й гвардейский механизированный корпус | -          |
| 1.08.1943 года | Брянский фронт           | 4-я танковая армия             | 6-й гвардейский механизированный корпус | -          |
| 1.09.1943 года | Брянский фронт           | 4-я танковая армия             | 6-й гвардейский механизированный корпус | -          |
| 1.10.1943 года | Резерв Ставки ВГК        | 4-я танковая армия             | 6-й гвардейский механизированный корпус | -          |
| 1.11.1943 года | Резерв Ставки ВГК        | 4-я танковая армия             | 6-й гвардейский механизированный корпус | -          |
| 1.12.1943 года | Резерв Ставки ВГК        | 4-я танковая армия             | 6-й гвардейский механизированный корпус | -          |
| 1.01.1944 года | Резерв Ставки ВГК        | 4-я танковая армия             | 6-й гвардейский механизированный корпус | -          |
| 1.02.1944 года | Резерв Ставки ВГК        | 4-я танковая армия             | 6-й гвардейский механизированный корпус | -          |
| 1.03.1944 года | 1-й Украинский фронт     | 4-я танковая армия             | 6-й гвардейский механизированный корпус | -          |
| 1.04.1944 года | 1-й Украинский фронт     | 4-я танковая армия             | 6-й гвардейский механизированный корпус | -          |
| 1.05.1944 года | 1-й Украинский фронт     | 4-я танковая армия             | 6-й гвардейский механизированный корпус | -          |
| 1.06.1944 года | 1-й Украинский фронт     | 4-я танковая армия             | 6-й гвардейский механизированный корпус | -          |
| 1.07.1944 года | 1-й Украинский фронт     | 4-я танковая армия             | 6-й гвардейский механизированный корпус | -          |
| 1.08.1944 года | 1-й Украинский фронт     | 4-я танковая армия             | 6-й гвардейский механизированный корпус | -          |
| 1.09.1944 года | 1-й Украинский фронт     | 4-я танковая армия             | 6-й гвардейский механизированный корпус | -          |
| 1.10.1944 года | 1-й Украинский фронт     | 4-я танковая армия             | 6-й гвардейский механизированный корпус | -          |
| 1.11.1944 года | 1-й Украинский фронт     | 4-я танковая армия             | 6-й гвардейский механизированный корпус | -          |
| 1.12.1944 года | 1-й Украинский фронт     | 4-я танковая армия             | 6-й гвардейский механизированный корпус | -          |
| 1.01.1945 года | 1-й Украинский фронт     | 4-я танковая армия             | 6-й гвардейский механизированный корпус | -          |
| 1.02.1945 года | 1-й Украинский фронт     | 4-я танковая армия             | 6-й гвардейский механизированный корпус | -          |
| 1.03.1945 года | 1-й Украинский фронт     | 4-я танковая армия             | 6-й гвардейский механизированный корпус | -          |
| 1.04.1945 года | 1-й Белорусский фронт    | 4-я гвардейская танковая армия | 6-й гвардейский механизированный корпус | -          |
| 1.05.1945 года | 1-й Белорусский фронт    | 4-я гвардейская танковая армия | 6-й гвардейский механизированный корпус | -          |

## Командование бригады

### Командиры бригады
- Щербаков, Никодим Ефремович[11] (26.06.1943 — 09.1943), гвардии полковник;
- Медведев, Михаил Всеволодович (09.1943 — 28.04.1944), гвардии полковник (погиб 28.04.1944);
- Привезенцев, Степан Васильевич[12] (05.1944 — 11.1944), гвардии полковник (ранен 27.07.1944);
- Чурилов, Леонид Дмитриевич (11.1944 — 03.1945), гвардии подполковник;
- Селиванчик, Николай Яковлевич (11.04.1945 — 10.06.1945), гвардии полковник[13][14]

### Заместители командира бригады по строевой части
- Рывж, Всеволод Езупович (07.1943 — 03.08.1943), гвардии полковник;
- Юрасов Григорий Иванович (12.1943 — 08.1944), гвардии подполковник

### Начальники штаба бригады
- Добров Михаил Васильевич (06.1943 — 03.10.1943), гвардии подполковник;
- Кременецкий Давид Борисович (04.10.1943 — 24.11.1943), гвардии подполковник;
- Ощепков Леонид Васильевич (25.11.1943 — 02.12.1943), гвардии майор (ВРИД);
- Зайцев Иван Григорьевич (03.12.1943 — 05.1944), гвардии подполковник;
- Чурилов Леонид Дмитриевич (23.03.1944 — 11.1944), гвардии подполковник;
- Гончаров Иван Яковлевич (11.1944 — 10.06.1945), гвардии майор[13]

## Награды и почётные наименования
Бригада является одной из шести гвардейских механизированных бригад особо отличившиеся в период Великой Отечественной войны 1941—1945 годов и заслуживших шесть и более наград и отличий.
| Награда (наименование)                | Дата награждения                                                               | За что получена |
| ------------------------------------- | ------------------------------------------------------------------------------ | --- |
| Почётное звание «Гвардейская»         | присвоено приказом Народного комиссара обороны СССР № 78 от 17 марта 1942 года | звание унаследовано от 6-го гвардейского мотострелкового полка |
| Почётное наименование «Петроковская»  | присвоено приказом Верховного главнокомандующего № 014 от 19 февраля 1945 года | за отличия в боях за овладение городом Питрокув (Петроков) |
| Орден Красного Знамени                | награждена указом Президиума Верховного Совета СССР от 3 мая 1942 года         | орден унаследован от 210-го мотострелкового полка (за образцовое выполнение боевых заданий командования на фронте борьбы с немецкими захватчиками и проявленные при этом доблесть и мужество                                                                                             |
| Орден Красного Знамени                | награждена указом Президиума Верховного Совета СССР от 4 июня 1945 года        | за образцовое выполнение заданий командования в боях с немецкими захватчиками при овладении столицей Германии городом Берлин и проявленные при этом доблесть и мужество |
| Орден Суворова II степени             | награждена указом Президиума Верховного Совета СССР от 10 августа 1944 года    | за образцовое выполнение заданий командования в боях с немецкими захватчиками, за овладение городом Львов и проявленные при этом доблесть и мужество |
| Орден Кутузова II степени             | награждена указом Президиума Верховного Совета СССР от 26 апреля 1945 года     | за образцовое выполнение заданий командования в боях немецкими захватчиками при овладении городами Ратибор, Бискау и проявленные при этом доблесть и мужество |
| Орден Богдана Хмельницкого II степени | награждена указом Президиума Верховного Совета СССР от 28 мая 1945 года        | за образцовое выполнение заданий командования в боях при прорыве обороны немцев на реке Нейссе и овладении городами Коттбус, Люббен, Цоссен, Беелитц, Лукенвальде, Тройенбритцен, Цана, Мариенфельде, Треббин, Рангсдорф, Дидерсдорф, Кельтов и проявленные при этом доблесть и мужество |

Также был удостоен наград и почётных наименований входивший в состав бригады:
| 115-й гвардейский танковый Бранденбургский орденов Суворова, Кутузова и Богдана Хмельницкого полк | 115-й гвардейский танковый Бранденбургский орденов Суворова, Кутузова и Богдана Хмельницкого полк | 115-й гвардейский танковый Бранденбургский орденов Суворова, Кутузова и Богдана Хмельницкого полк |
| Награда (наименование)                                                                            | Дата награждения                                                                                  | За что получена |
| ------------------------------------------------------------------------------------------------- | ------------------------------------------------------------------------------------------------- | --- |
| Почётное звание «Гвардейский»                                                                     | присвоено приказом Народного комиссара обороны СССР № 050 от 17 марта 1945 года                   | за проявленную отвагу в боях за отечество с немецкими захватчиками, стойкость, мужество, дисциплину и организованность, за героизм личного состава                                                                      |
| Почётное наименование «Бранденбургский»                                                           | присвоено приказом Верховного главнокомандующего № 088 от 28 мая 1945 года                        | в ознаменование одержанной победы и отличия в боях за овладение городом Бранденбург |
| Орден Суворова III степени                                                                        | награждена указом Президиума Верховного Совета СССР от 4 июня 1945 года                           | за образцовое выполнение заданий командования в боях с немецкими захватчиками при освобождении города Праги и проявленные при этом доблесть и мужество                                                                  |
| Орден Кутузова III степени                                                                        | награждён указом Президиума Верховного Совета СССР от 28 мая 1945 года                            | за образцовое выполнение заданий командования в боях с немецкими захватчиками по завершению окружения Берлина, овладению городами Науен, Эльшталь, Рорбек, Марквардт, Кетцин и проявленные при этом доблесть и мужество |
| Орден Богдана Хмельницкого II степени                                                             | награждён указом Президиума Верховного Совета СССР от 26 апреля 1945 года                         | за образцовое выполнение заданий командования в боях при прорыве обороны немцев и разгроме войск противника юго-западнее Оппельн и проявленные при этом доблесть и мужество                                             |

## Отличившиеся воины
30 воинов бригады были удостоены звания Героя Советского Союза, а 4 стали полными кавалерами ордена Славы:
|  | Алексеев, Сергей Константинович  | командир взвода разведки 1-го мотострелкового батальона       | гвардии | 27.06.1945                       | |
|  | Вильский, Вениамин Владимирович  | автоматчик разведывательной роты                              | гвардии | 10.04.1945                       | |
|  | Востриков, Василий Дмитриевич    | механик-водитель танка Т-34 126-го танкового полка            | гвардии | 10.04.1945                       | погиб в бою 4 февраля 1945 года, похоронен в Хобене                                                           |
|  | Галин, Михаил Петрович           | командир пулемётной роты 2-го мотострелкового батальона       | гвардии | 27.06.1945                       | |
|  | Дикарев, Виктор Михайлович       | командир 3-го мотострелкового батальона                       | гвардии | 10.04.1945                       | |
|  | Загайнов, Степан Тарасович       | командир танка Т-34 126-го танкового полка                    | гвардии | 10.04.1945                       | погиб в бою 4 февраля 1945 года, похоронен в пригороде Берлина                                                |
|  | Кержнев, Тагир Калюкович         | командир отделения разведывательной роты                      | гвардии | 10.04.1945                       | |
|  | Кидалов, Фёдор Николаевич        | наводчик орудия артиллерийского дивизиона                     | гвардии | 27.06.1945                       | 19 апреля 1945 года погиб в боях за Берлин                                                                    |
|  | Костяков, Борис Александрович    | командир орудия артиллерийского дивизиона                     | гвардии | 27.06.1945                       | |
|  | Лызенко, Николай Романович       | командир стрелковой роты 3-го мотострелкового батальона       | гвардии | 10.04.1945                       | |
|  | Максимов, Тимофей Максимович     | парторг 2-го мотострелкового батальона                        | гвардии | 10.04.1945                       | |
|  | Мелетян, Арутюн Рубенович        | командир стрелкового взвода 3-го мотострелкового батальона    | гвардии | 27.06.1945                       | |
|  | Назаров, Туйчи                   | стрелок 2-го мотострелкового батальона                        | гвардии | 10.04.1945                       | |
|  | Назарьев, Георгий Андреевич      | командир стрелкового отделения 2-го мотострелкового батальона | гвардии | 10.04.1945                       | |
|  | Огуленко, Максим Артёмович       | стрелок 1-го мотострелкового батальона                        | гвардии | 10.04.1945                       | |
|  | Пепеляев, Николай Яковлевич      | командир батареи 57-мм орудий 2-го мотострелкового батальона  | гвардии | 27.06.1945                       | |
|  | Петриченко, Андрей Архипович     | командир орудия 1-го мотострелкового батальона                | гвардии | 27.06.1945                       | погиб 30 марта 1945 года, похоронен в населённом пункте Клейн Грауден, перезахоронен в городе Кендзежин-Козле |
|  | Просяник, Емельян Иванович       | стрелок 1-го мотострелкового батальона                        | гвардии | 10.04.1945                       | |
|  | Рыбалко, Иван Фёдорович          | командир 3-го мотострелкового батальона                       | гвардии | 10.04.1945                       | погиб в бою 4 февраля 1945 года                                                                               |
|  | Рысюк, Илья Григорьевич          | командир стрелкового отделения 1-го мотострелкового батальона | гвардии | 10.04.1945                       | погиб в бою 30 января 1945 года, похоронен в братской могиле в деревне Кемблув                                |
|  | Седенков, Тимофей Дмитриевич     | командир взвода автоматчиков разведывательной роты            | гвардии | 10.04.1945                       | |
|  | Слободенюк, Григорий Афанасьевич | автоматчик разведывательной роты                              | гвардии | 10.04.1945                       | |
|  | Соломатин, Александр Иванович    | командир стрелковой роты 2-го мотострелкового батальона       | гвардии | 10.04.1945                       | погиб в бою 18 марта 1945 года, похоронен в деревне Радзиковице, северо-западнее города Ныса, Польша          |
|  | Султанов, Иса Клычевич           | командир взвода танков Т-34 126-го танкового полка            | гвардии | 10.04.1945                       | погиб в бою 1 февраля 1945 года, похоронен в селе Хобеня, Польша                                              |
|  | Титов, Валентин Георгиевич       | командир 2-го мотострелкового батальона                       | гвардии | 27.06.1945                       | |
|  | Ткачук, Иван Алексеевич          | командир 126-го танкового полка                               | гвардии | 10.04.1945                       | погиб в бою 4 февраля 1945 года, его тело сгорело в танке                                                     |
|  | Трубицын, Михаил Иванович        | командир 1-го мотострелкового батальона                       | гвардии | 10.04.1945                       | |
|  | Тюменцев, Фёдор Петрович         | автоматчик разведывательной роты                              | гвардии | 10.04.1945                       | |
|  | Царёв, Александр Кондратьевич    | командир 1-го мотострелкового батальона                       | гвардии | 27.06.1945                       | |
|  | Чурилов, Леонид Дмитриевич       | командир бригады                                              | гвардии | 06.04.1945                       | |
|  | Волошин, Николай Федотович       | старший телефонист артиллерийского дивизиона                  | гвардии | 19.05.1944 13.03.1945 27.06.1945 | |
|  | Евсеев, Иван Григорьевич         | командир взвода связи миномётного батальона                   | гвардии | 04.08.1944 13.03.1945 27.06.1945 | |
|  | Кузнецов, Иван Степанович        | наводчик танка Т-34 115-го гвардейского танкового полка       | гвардии | 23.08.1944 14.03.1945 27.06.1945 | |
|  | Сидоров, Иван Иванович           | адъютант штаба 2-го мотострелкового батальона                 | гвардии | 06.05.1944 13.03.1945 27.06.1945 | |

## Танкисты-асы
| Ф. И.О                    | Должность                                          | Звание                    | Победы | Типы танков           | Обстоятельства подвигов                                                                                                  |
| ------------------------- | -------------------------------------------------- | ------------------------- | ------ | --------------------- | --- |
| Кашников, Пётр Михайлович | командир танка 115-го гвардейского танкового полка | гвардии младший лейтенант | 17     | Т-34-85 «Мать-Родина» | из них в боях за Потсдам: танков Т-6 — 4, Т-5 — 3, а также БТР — 4, автомашин — 9, ПТО-75 — 2, погиб 29 апреля 1945 года |
| Тонких, Тимофей Фёдорович | командир танка 115-го гвардейского танкового полка | гвардии младший лейтенант | 10     |                       | из них в районе Петерсхайн: танков Т-6 — 4, Т-5 — 2, Т-4 — 4, а также БТР — 6, автомашин — 12, ПТО-75 — 3                |

## Послевоенная история
После 10 мая 1945 года бригада боевых действий не вела, 12 мая совершила марш в район Нови-Дум, где приступила к устройству лагеря и боевой подготовке.
10 июля 1945 года, в соответствии с директивой Ставки Верховного Главнокомандования № 11096 от 29 мая 1945 года, 17-я гвардейская механизированная бригада, в составе 6-го гвардейского механизированного корпуса вошла в Центральную группу войск.
В июне 1945 года, на основании приказа НКО СССР № 0013 от 10 июня 1945 года, 17-я гвардейская механизированная бригада была переформирована в 17-й гвардейский механизированный полк (в/ч 49941) в составе 6-й гвардейской механизированной дивизии (в/ч 89428).

## Память

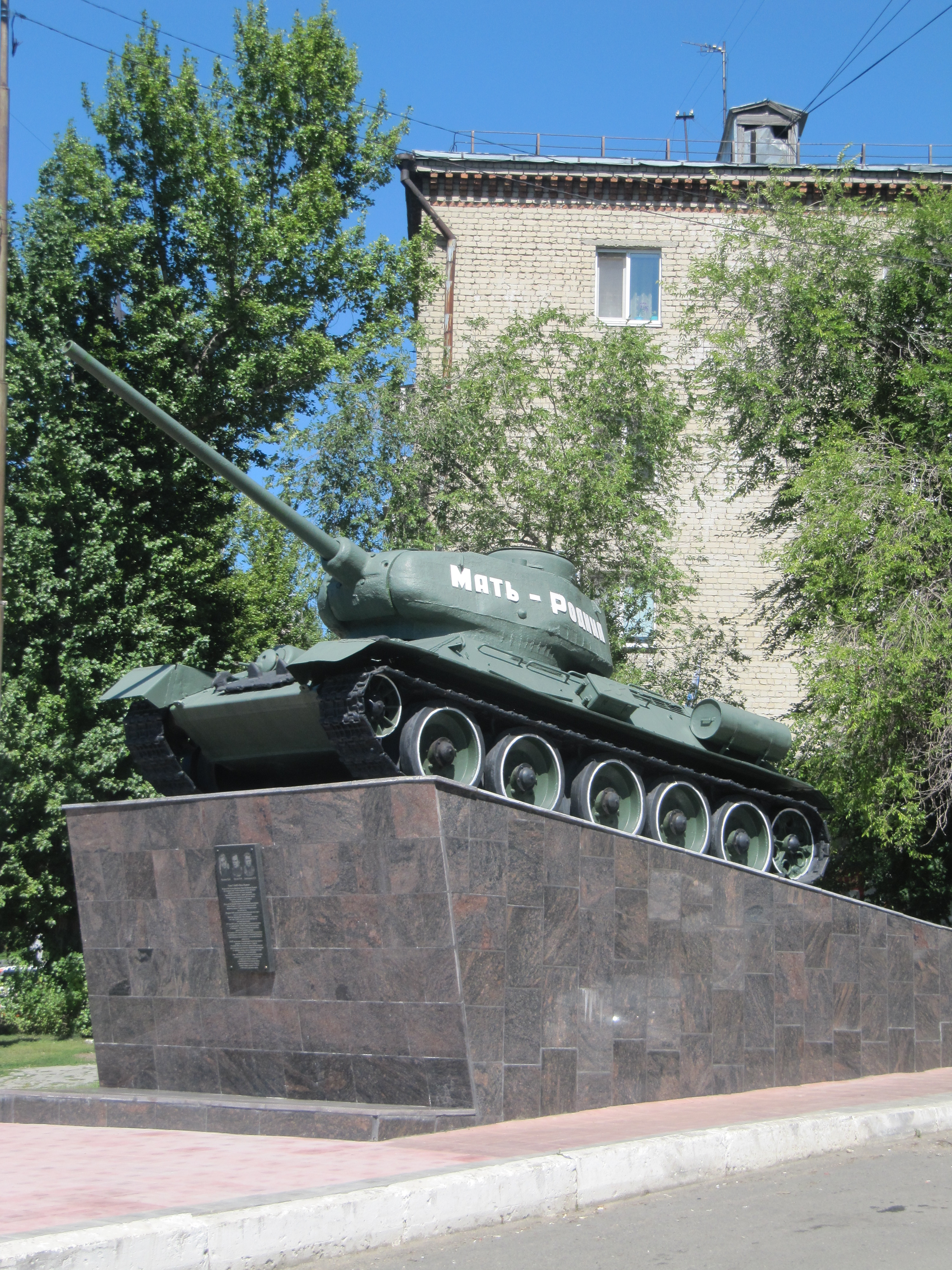
Танк Т-34-85 «Мать-Родина», ул. Танкистов, Саратов

В 1980 году в средней школе № 29 (с 1998 года средняя общеобразовательная школа № 1) посёлка Котельники, был создан «Музей Боевой Славы 17 Гвардейской механизированной Петракувской дважды Краснознамённой орденов Суворова, Кутузова и Богдана Хмельницкого бригады 6-го гвардейского механизированного корпуса 4-й гвардейской танковой армии».
19 ноября 1998 года на улице Танкистов в городе Саратов был установлен на пьедестал легендарный танк Т-34-85 «Мать-Родина» воевавший под командованием П. М. Кашникова в составе 115-го гвардейского танкового полка 17-й гвардейской механизированной бригады.